# Kurir
Kurir és un diari publicat en serbi, editat des de Belgrad. Va aparèixer per primera vegada el 6 de maig de 2003. El seu propietari és Radisav Rodić, que també posseeix el diari Javnosti Glas. Amb un to clarament visceral i sensacionalista, Kurir exerceix una influència significativa en l'opinió pública a Sèrbia. Des del 6 de maig de 2003 va llançar una edició especial per als països de l'Europa occidental.

## Història
El precedent de Kurir es remunta a l'assassinat del Primer Ministre de Sèrbia, Zoran Djindjic el 12 de març de 2003. Després de la seva mort, es va decretar l'estat d'emergència, i el 18 de març, el Ministre de Cultura i Informació Branislav Lečić va suspendre per un temps el diari Nacional, ja que va desafiar l'estat d'emergència. El Tribunal de Comerç de la ciutat de Belgrad va decidir la seva prohibició l'1 d'abril de 2003 [1]. L'equip va crear llavors el diari Kurir, d'un caire semblant a l'anterior.
El diari va tenir un paper en la caiguda del primer ministre Zoran Zivkovic a finals de 2003, quan Kurir va qüestionar el mètode de votació al Parlament de Sèrbia i en particular, van atacar la diputada Neda Arnerić. La coalició, que llavors va conduir a Sèrbia, l'Oposició Democràtica de Sèrbia (Demokratska opozicija Srbija), va volar en la brillantor. El diari va cridar a convocar noves eleccions. Els articles van ser adreçats al ministre de l'Interior, Dusan Mihailovic, acusant-lo de contractes fraudulents confeccionats a través de la seva empresa Lutra. El diari va ser probablement la font dels membres del partit G17+, que, coneixent el gust de Kurir per l'escàndol de la informació es va beneficiar de desfer-se d'un enemic polític. No obstant això, el G17+ també va ser atacat pel diari. Tot un seguit d'articles van començar a qüestionar el president del partit, Miroljub Labus, en un cas de conflicte d'interessos: haver obtingut una beca per a la seva filla a través del grup Ericsson, Labus va participar en les negociacions entre l'empresa sueca i el grup autòcton Telekom Srbija [2]. Una mica més tard el Governador del Banc Nacional de Sèrbia, Radovan Jelašić va estar involucrat en la compra de la seva vila en Dedinje.
El 8 de desembre de 2005, el 90% del personal Kurir va deixar el diari, i especialment el seu editor Kesić Djoko i el seu vicepresident Dragan J. Vučićević. Es va crear, entre d'altres, la publicació diària Press [3].